# Leptopholcus lokobe
Leptopholcus lokobe is een spinnensoort in de familie van de trilspinnen (Pholcidae). De spin behoort tot het geslacht Leptopholcus. De wetenschappelijke naam van de soort werd voor het eerst geldig gepubliceerd in 2011 door Huber.
De soort is endemisch in Madagaskar. De soort komt voor op Nosy Be en het mannelijke holotype had een lengte van 6,7 millimeter.